# فیروزه‌ای
 فیروزه‌ای نام مجموعه‌ای از رنگ‌های بین طیف سبز و آبی است؛ شبیه سنگ فیروزه. 

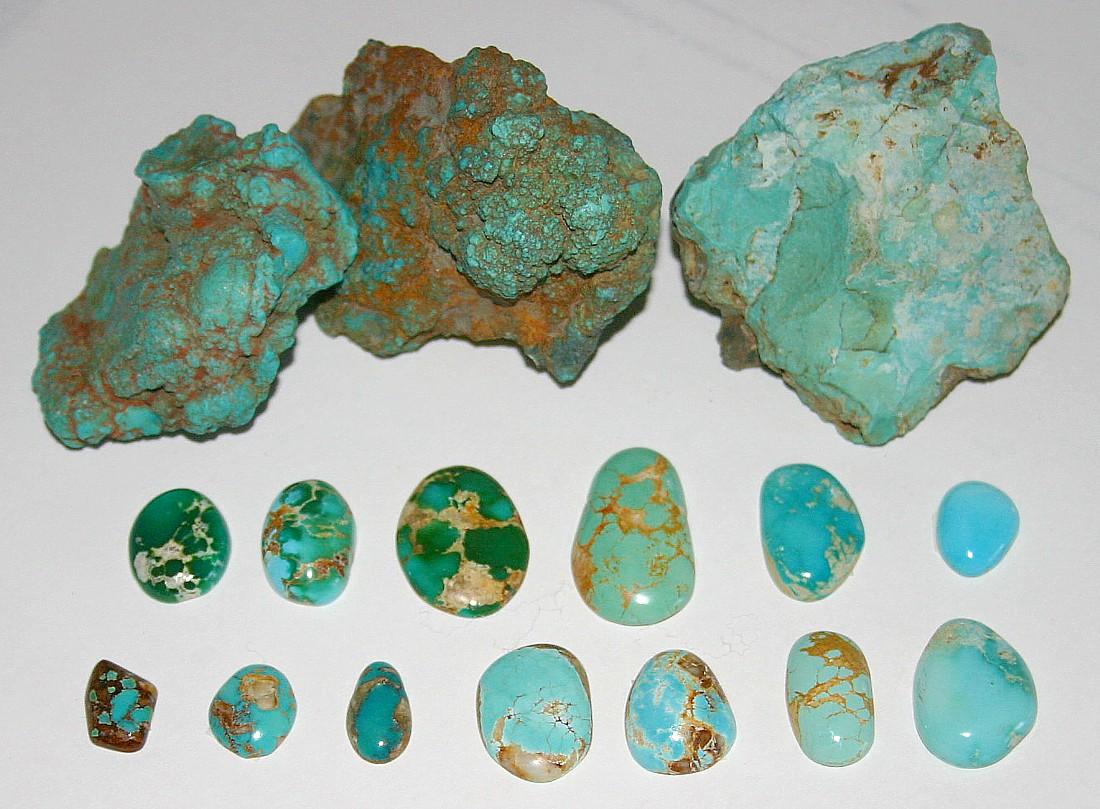
طیف رنگ فیروزه‌ای در سنگ فیروزه

## نگارخانه

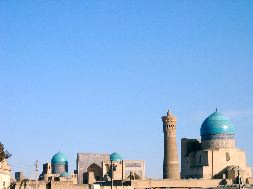
مسجدی با گنبد فیروزه‌ای در بخارا
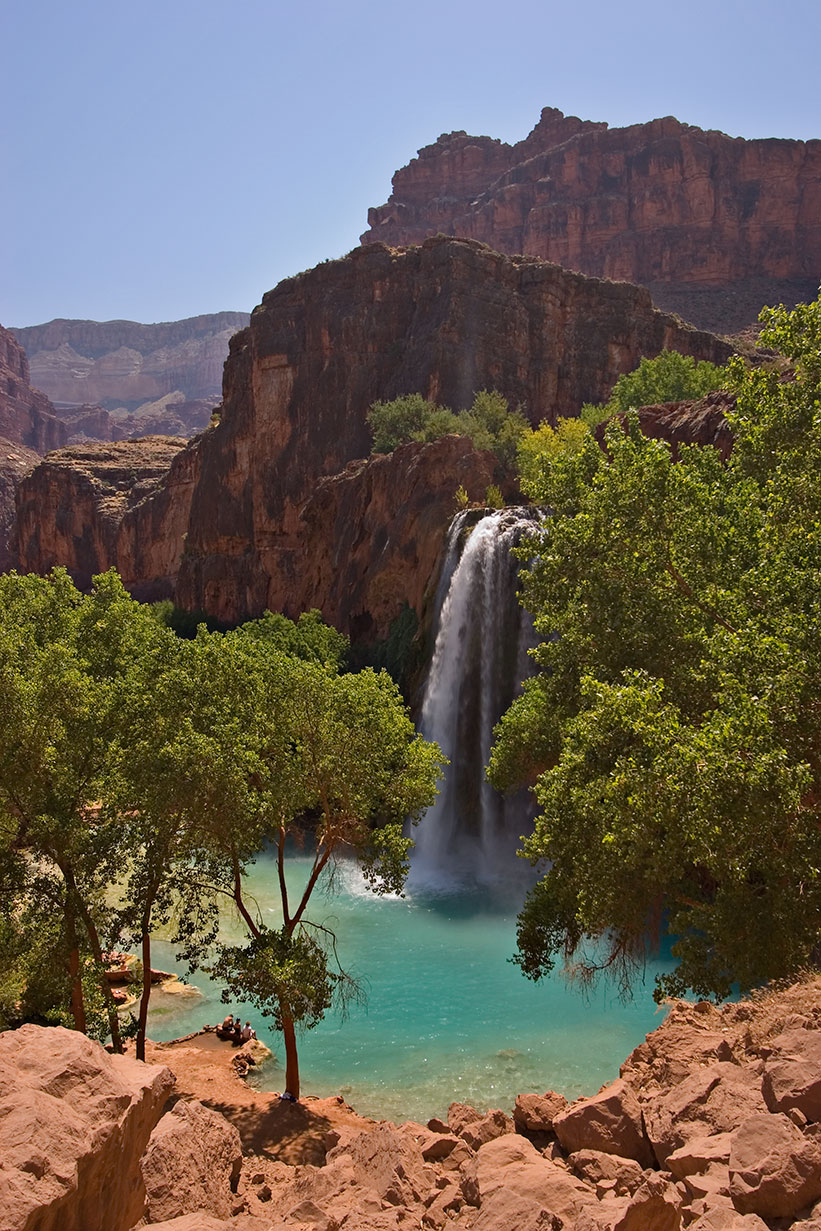
آب آبشار  Havasu creek  به دلیل غلظت بالای رسوب‌ها در آن، فیروزه‌ای است.